# Сергей Соколов
Сергѐй Леонѝдович Соколо̀в (на руски: Сергѐй Леонѝдович Соколо̀в) е съветски военачалник, министър на отбраната на СССР (от декември 1984 до май 1987 г.) и маршал на Съветския съюз.

## Биография
Роден на 1 юли (18 юни по стар стил) 1911 г. в Евпатория, Таврийска губерния (сега Автономна република Крим в Украйна) в семейство на военнослужещ. След Октомврийската революция, през 1918 г. семейството се премества в градчето Котелнич (Вятска губерния), където преминават ранните години на бъдещия маршал. Започва работа през 1927 г. като опаковчик на посуда, а после влиза в числото на назначените на комсомолска работа. В годините 1930 – 1932 е секретар на комсомолската организация на промишления комбинат и по-късно е избран за член на бюрото на районния комитет на комсомола.
Сергей Леонидович влиза в редовете на РККА през 1932 г. По линия на комсомола получава правото да постъпи в Харковското гвардейско бронетанково училище за командири. Успешно преминава изпитите и е зачислен в курсантско училище (от май 1932 до ноември 1934 г.). Член на ВКП(б) от 1937 г. С отличие преминава курс за армейска подготовка и е отправен на служба в танковите войски в Далечния изток, където командва последователно взвод, рота и отделен батальон. Участник в боевете на езерото Хасан през 1938 г.
В началото на Великата Отечествена война Соколов е началник-щаб на танков полк (юни – септември 1941). От октомври е старши помощник-командир, от април 1942 г. – командир на отдел в Автобронетанковото управление, а от юни е началник-щаб на същото управление. От януари 1943 до март 1944 г. е назначен за началник-щаб на управлението, отговарящо за бронетанковите и механизираните войски на Карелския фронт. В периода март – септември 1944 г., Сергей Соколов е командващ на бронетанковите и механизираните войски на 32-ра армия на същия фронт. Участва в отбраната и освобождението на съветското Заполярие, проявявайки лично мъжество и високи организаторски способности.
През 1947 г. завършва Военната академия за бронетанкови и механизирани войски. От ноември същата година е командир на танков полк, а в периода 1948 – 1949 г. е началник-щаб на танкова дивизия. През 1951 г. завършва Генералщабната академия. От януари 1952 г. Сергей Леонидович е командир на механизирана дивизия, после заема различни щабни и командни длъжности. От 1960 до 1964 г. е началник-щаб и първи заместник-командир на войските на Московския военен окръг, от юли 1964 е първи заместник, а от октомври 1965 г. – командващ на войските на Ленинградския военен окръг.
От април 1967 г. Соколов е назначен за първи заместник-министър на отбраната на СССР. С Указ на Президиума на Върховния съвет на страната от 28 април 1980 г. за лично мъжество и умело управление на войските, проявени при оказването на интернационална помощ на Демократична република Афганистан, маршалът на СССР Сергей Соколов е удостоен със званието Герой на Съветския съюз (медал № 11438 и връчване на втори орден „Ленин“).
От 22 декември 1984 до 30 май 1987 г. е министър на отбраната на СССР – пост, който губи след полета на Матиас Руст. Депутат от Върховния съвет на Съветския съюз от VII до XI конгрес. От юни 1987 до юли 1989 г. е генерален инспектор в групата генерални инспектори към Министерството на отбраната, а впоследствие – неин ръководител (остава на тази длъжност до закриването ѝ през януари 1992 г.). За кратко е съветник на главнокомандващия на Обединените въоръжени сили на ОНД. От септември 1992 г. е съветник към Министерството на отбраната на Руската федерация.
В началото на 90-те години Соколов координира дейността на обществените организации по въпросите на ветераните, участва в работата на комисията по подготовката и провеждането на мероприятия във връзка с паметни събития от военната история на Русия: през 1994 г. оглавява фонд „50-годишнина от Победата“. На 5 август 2000 г., с Указ № 1441 на президента на Руската федерация, Сергей Леонидович е утвърден в състава на организационния комитет „Победа“ и избран за заместник-председател на организацията. От 2002 г. оглавява клуба на ветераните-военачалници към Дома на ветераните от войните и въоръжените сили в Москва.
Автор е на съчинението „Ленинский стиль в работе военных кадров“ – Москва. Воениздат. 1983 г.
Умира на 101 години на 31 август 2012 г.

## Награди
- Герой на Съветския съюз – (28 април 1980) – за лично мъжество и умело управление на войските, проявени при оказването на интернационална помощ на Демократична република Афганистан
- Орден „За заслуги съм Отечеството“ – II степен (21 юни 2001) – за голям принос в укрепването на отбранителната способност на страната и активна работа по патриотичното възпитание на младежта[1]
- Орден „За заслуги към Отечеството“ – III степен (30 юни 1996) – за заслуги към държавата и голям личен принос в развитието и реформирането на въоръжените сили на Руската федерация[2]
- Почетен орден – (1 юли 2006) – за заслуги в укрепването на отбранителната способност на страната и работата по патриотичното възпитание на младежта[3]
- Орден „Жуков“ – (25 април 1995) – за отличие в ръководството на войските при провеждането на бойни операции в периода на Великата Отечествена война 1941 – 1945 г.[4]
- Три ордена „Ленин“ – (30 юни 1971, 28 април 1980 и 30 юни 1986)
- Два ордена „Червено знаме“ – (20 април 1953 и 22 февруари 1968)
- Орден „Суворов“ – I степен (6 май 1982)
- Два ордена „Отечествена война“ – I степен
- Два ордена „Червена звезда“ – (14 януари 1943 и 6 ноември 1947)
- Орден „За служба на Родината във въоръжените сили на СССР“ – III степен (30 април 1975)
- Орден „Св. Дмитрий Донски“ – II степен (връчен от Руската православна църква през 2005 г.)[5]
- 18 други съветски медала (в това число медал „За храброст“), а също така 35 чуждестранни ордена и медали.
- Поименно оръжие

През юли 2001 г., в деня на своята 90-годишнина, е удостоен със званието „Почетен кримчанин“ и почетен гражданин на Евпатория.

## Военни звания
- Полковник – 9 септември 1943 г.
- Генерал-майор – 3 август 1953 г.
- Генерал-лейтенант – 25 май 1959 г.
- Генерал-полковник – 13 април 1964 г.
- Армейски генерал – 12 април 1967 г.
- Маршал на Съветския съюз – 17 февруари 1978 г.